# Autodafé
Autodafé er en betegnelse for henrettelsen af afvigere og kættere på bålet under den spanske og portugisiske inkvisition. Henrettelserne var typisk kendetegnet ved offentlige masseprocessioner, hvor de af inkvisitionen dømte kættere, afvigere fra den rette tro, hekse eller lignende bliver henrettet på byers torve og markedspladser til stor underholdning for den sammenstimlede befolkning.
Typisk kunne en mindre købstad gøre sig interessant, eksponere sig selv og derved tiltrække sig et eventuelt fornemt kongebesøg ved at tilbyde majestæten en storslået forestilling, når byen og det nærliggende oplands kættere blev udstillet til offentligt skue og efterfølgende brændt levende på bålet.
Henrettelserne foregik derfor ofte som et centralt led i den tilrettelagte festivitas med adskillige tilhørende underholdningsindslag, der alle blev stablet på benene til ære for den gæstende konge.
Autodafé kan dog også blot indbefatte en offentlig ydmygelse og chikane af ganske få personer, som eksempelvis led den mildere skæbne at havne i gabestokken eller at skulle udstå en straf på et specifikt antal piskeslag.
Hovedformålet med autodaféen var typisk at finde syndebukke, hvis offentlige afstraffelse kunne tjene som et festligt og underholdende indslag i den ellers så triste hverdag for mange af middelalderens hårdtarbejdende og fattige mennesker.

## Bogbrænding
Autodaféen betegner desuden den religiøse, politiske eller kulturelle bogbrænding af visse forfattere eller værker, som autoritære regimer finder skadelige for folkets moralske og intellektuelle sundhed.